# Музей Веры Мухиной (Феодосия)
Музей Веры Игнатьевны Мухиной — исторический музей в Феодосии (улица Федько, 1), посвящённый детству, юности (1892—1904) и творчеству скульптора.

## История
Народный музей скульптора В. И. Мухиной, или музейный комплекс «Детская маринистическая галерея, музей скульптора В. Мухиной» был организован на месте дома семьи Мухиных. В главный фасад музейного комплекса удачно вписана сохранившаяся стена дома, в котором жила Мухина Вера Игнатьевна. При строительстве жилого и административных знаний, на месте бывшего дома Мухиных в конце XX века, было принято решение не разрушать и оставить фасадную часть исторического дома в современном здании. В музее воссоздана мемориальная комната Мухиной В. И. с настоящей мебелью и фрагмент творческой мастерской скульптора.

## Экспозиция
Основную часть коллекции музея составляют экспонаты первой половины XX века. В экспозиции представлены как оригинальные произведения так и копии, а также дается возможность проследить влияние на творчество скульптора политической и культурной жизни СССР того времени.

### Скульптура
Гордостью музея является макет скульптурной композиции «Рабочий и колхозница», представленной в Париже на Всемирной выставке 1937 года. Эта композиция находилась в основе советского павильона выставки.

## Галерея
| - Стена фасада дома Мухиных - Фрагмент экспозиции - Фрагмент экспозиции - Фрагмент экспозиции - Фрагмент экспозиции - Фрагмент экспозиции |